# Maciej Parowski

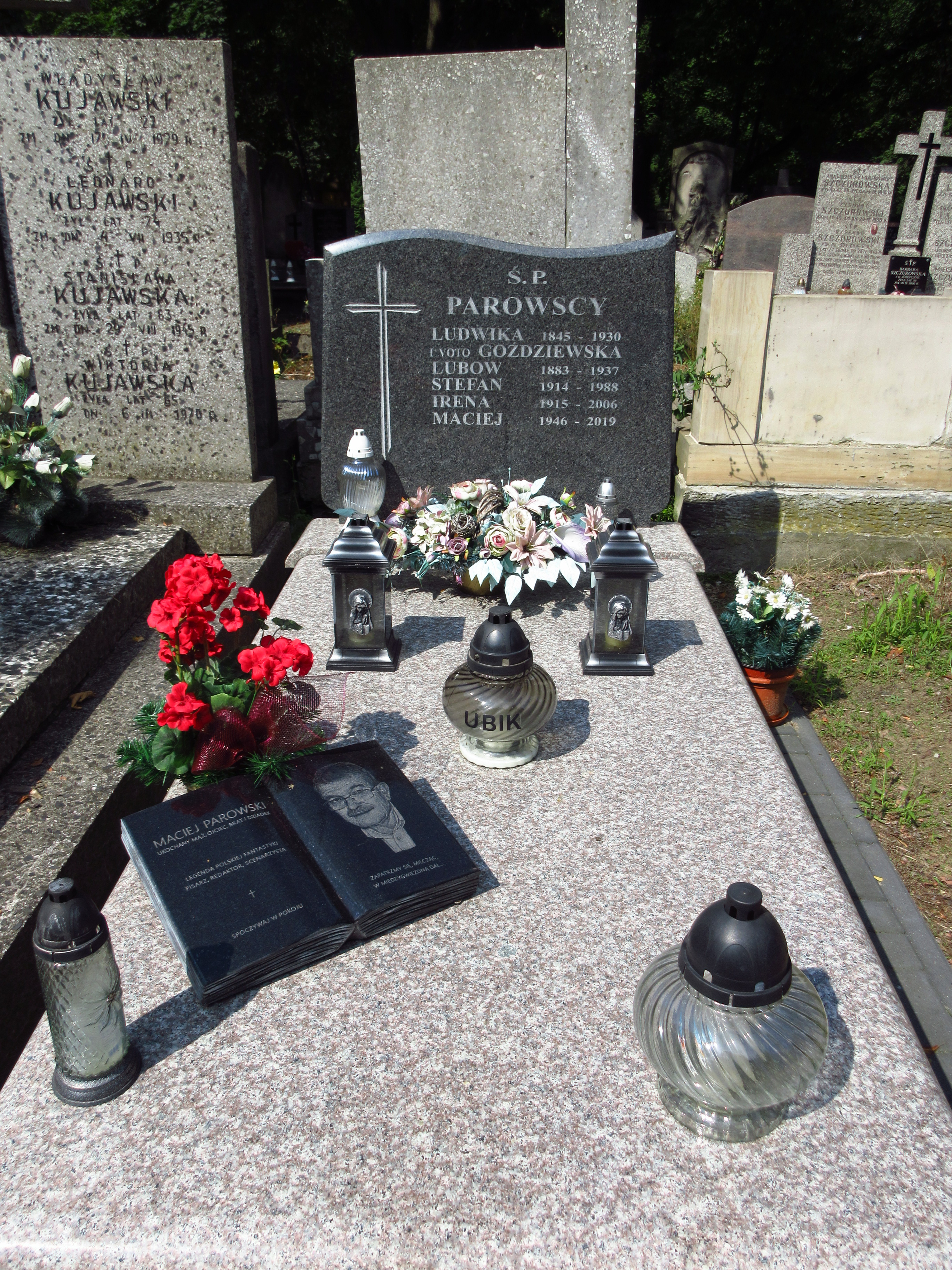
Grób Macieja Parowskiego na cmentarzu Bródnowskim w Warszawie

Maciej Parowski (ur. 27 grudnia 1946 w Warszawie, zm. 2 czerwca 2019 tamże) – polski redaktor, krytyk i pisarz fantastyki naukowej, od 1982 r. redaktor (w latach 1992–2003 redaktor naczelny) miesięcznika „Fantastyka”/„Nowa Fantastyka” oraz redaktor naczelny kwartalnika „Czas Fantastyki”.

## Życiorys

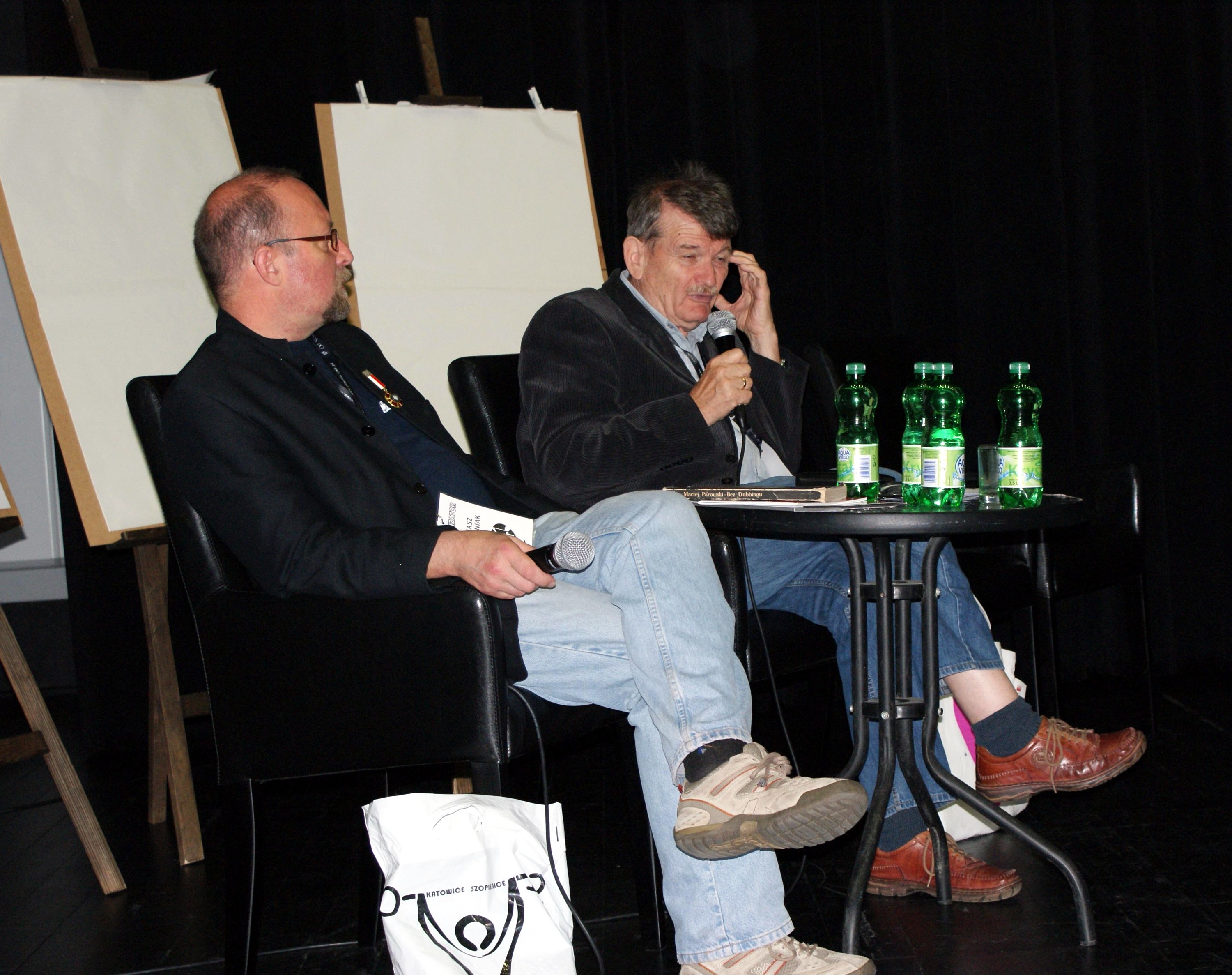
Maciej Parowski (z prawej) jako gość na Festiwalu DwuTakt; Toruń 2014

Ukończył studia na wydziale elektrycznym Politechniki Warszawskiej. Od 1974 r. dziennikarz: początkowo felietonista, kierownik działu kulturalnego, potem sekretarz redakcji i redaktor naczelny (1981) tygodnika studenckiego „Politechnik”. Od 1977 r. kierownik działu krytyki i nauki, od 1979 r. publicysta tygodnika „Razem”. Począwszy od 1968 r. zamieszczał opowiadania i felietony w „Życiu Warszawy”, „Na Przełaj”, „Kulturze”, „Ekranie” i „Polityce”. Od 1982 do początku 2013 r. kierownik działu literatury polskiej w miesięczniku „Fantastyka” (później „Nowa Fantastyka”), od 1992 do 2003 r. również jego redaktor naczelny. Do śmierci był redaktorem naczelnym kwartalnika „Czas Fantastyki”.
Jako autor science fiction debiutował opowiadaniem Bunt robotów w tygodniku „Na Przełaj”. W 1973 r. uzyskał wyróżnienie w konkursie „Młodego Technika” za opowiadanie Poczucie pełni. Jego debiutem książkowym była powieść Twarzą ku ziemi, pisana w latach 1977–1979, a wydana w 1982 r. Jego teksty należą w większości do nurtu fantastyki socjologicznej. Był członkiem Stowarzyszenia Pisarzy Polskich.
Pod koniec lat 90. głośny stał się jego konflikt z polskim fandomem fantastycznym dotyczący nagrody im. Janusza A. Zajdla oraz podziału fantastyki na „problemową” i „rozrywkową” (reprezentowaną m.in. przez krytykowane przez niego Annę Brzezińską i Antoninę Liedtke). Z powodu tego konfliktu Śląski Klub Fantastyki przyznał Parowskiemu w 1999 roku antynagrodę Złoty Meteor.
W 2006 r. na Międzynarodowym Festiwalu Komiksu w Łodzi otrzymał doktorat humoris causa, czyli nagrodę im. Papcia Chmiela za zasługi dla polskiego komiksu.
30 października 2007 r., z okazji 25-lecia pisma Fantastyka, minister kultury i dziedzictwa narodowego Kazimierz Michał Ujazdowski uhonorował Macieja Parowskiego srebrnym medalem „Gloria Artis”.
Powieść „Burza” została wyróżniona w IX edycji (2010) Nagrody Literackiej im. Józefa Mackiewicza.
Zmarł 2 czerwca 2019 r. w Warszawie na raka trzustki. Pochowany na cmentarzu Bródnowskim (kwatera 57A-1-28). Pośmiertnie został odznaczony Krzyżem Kawalerskim Orderu Odrodzenia Polski.
W 2020 r. redakcja „Nowej Fantastyki” postanowiła przemianować "Reflektor", jedną z kategorii corocznych Nagród Nowej Fantastyki, na Nagrodę im. Macieja Parowskiego, dla upamiętnienia jego wkładu w odkrywanie i szlifowanie literackich talentów.
W 2023 r. powstał film dokumentalny o Parowskim pt. Fantastyczny Matt Parey. Tytułowy Matt Parey to postać inspirowana Parowskim, która została dodana do komisu Funky Koval, który stworzył Parowski wspólnie z Bogusławem Polchem i Jackiem Rodkiem.

## Twórczość

### Książki
- Bez dubbingu (zbiór felietonów, Młodzieżowa Agencja Wydawnicza 1978)
- Twarzą ku ziemi (powieść, Czytelnik 1982)
- Sposób na kobiety (zbiór opowiadań, KAW 1985)
- Czas fantastyki (eseje, wywiady, recenzje; Glob 1990)
- Burza. Ucieczka z Warszawy ’40 (powieść, Narodowe Centrum Kultury 2010)
- Małpy Pana Boga. Słowa (eseje, wywiady, recenzje; Narodowe Centrum Kultury 2011)
- Małpy Pana Boga. Obrazy (Narodowe Centrum Kultury 2013)
- Z bandytą w windzie (Solaris 2015)
- Kukułka na koniu trojańskim. Małpy Pana Boga 3. Retrospekcje. (Prószyński i S-ka 2017)
- Wasz cyrk, moje małpy. Chronologiczny alfabet moich autorów. Tom 1 i 2 (eseje, wywiady, SQN 2019)

### Komiksy
- Funky Koval (wspólnie z Bogusławem Polchem i Jackiem Rodkiem)[13]
  - Bez oddechu
  - Sam przeciw wszystkim
  - Wbrew sobie
  - Wrogie przejęcie
- Wiedźmin (wspólnie z Bogusławem Polchem i Andrzejem Sapkowskim):
  - Droga bez powrotu
  - Geralt
  - Mniejsze zło
  - Ostatnie życzenie
  - Granica możliwości
  - Zdrada
- Burza (rys. Krzysztof Gawronkiewicz) – ukazał się w antologii Egmontu Wrzesień. Wojna narysowana w 2003
- Naród wybrany (rys. Jarosław Musiał) – drukowany w „Nowej Fantastyce” w roku 1992 i 1993 (12 odcinków po 4 plansze)[14].
- Planeta robotów (rys. Jacek Skrzydlewski) – Ongrys, 2013